# Road Trips Volume 4 Number 5
Road Trips Volume 4 Number 5 je koncertní album skupiny Grateful Dead. Album bylo nahráno 9. a 12. června 1976 v Boston Music Hall v Bostonu, v Massachusetts. Trojalbum vyšlo 1. listopadu 2011. Jedná se o poslední část série Road Trips. V roce 2012 začne vycházet nová série s názvem Dave's Picks

## Seznam skladeb
| Disk 1 | Disk 1                  | Disk 1                       | Disk 1 |
| Pořadí | Název                   | Autor                        | Délka  |
| ------ | ----------------------- | ---------------------------- | ------ |
| 1.     | Cold Rain and Snow      | trad., arr. by Grateful Dead |        |
| 2.     | Cassidy                 | Weir, Barlow                 |        |
| 3.     | Scarlet Begonias        | Garcia, Hunter               |        |
| 4.     | The Music Never Stopped | Weir, Barlow                 |        |
| 5.     | Crazy Fingers           | Garcia, Hunter               |        |
| 6.     | Big River               | Cash                         |        |
| 7.     | They Love Each Other    | Garcia, Hunter               |        |
| 8.     | Looks Like Rain         | Weir, Barlow                 |        |
| 9.     | Ship of Fools           | Garcia, Hunter               |        |
| 10.    | Promised Land           | Berry                        |        |

| Disk 2 | Disk 2                      | Disk 2                       | Disk 2 |
| Pořadí | Název                       | Autor                        | Délka  |
| ------ | --------------------------- | ---------------------------- | ------ |
| 1.     | St. Stephen                 | Garcia, Hunter, Lesh         |        |
| 2.     | Eyes of the World           | Garcia, Hunter               |        |
| 3.     | Let It Grow                 | Weir, Barlow                 |        |
| 4.     | Brown-Eyed Women            | Garcia, Hunter               |        |
| 5.     | Lazy Lightning              | Weir, Barlow                 |        |
| 6.     | Supplication                | Weir, Barlow                 |        |
| 7.     | High Time                   | Garcia, Hunter               |        |
| 8.     | Samson and Delilah          | trad., arr. by Grateful Dead |        |
| 9.     | It Must Have Been the Roses | Hunter                       |        |

| Disk 3 | Disk 3                 | Disk 3                     | Disk 3 |
| Pořadí | Název                  | Autor                      | Délka  |
| ------ | ---------------------- | -------------------------- | ------ |
| 1.     | Dancing in the Streets | Gaye, Hunter, Stevenson    |        |
| 2.     | Wharf Rat              | Garcia, Hunter             |        |
| 3.     | Around and Around      | Berry                      |        |
| 4.     | Franklin's Tower       | Garcia, Hunter, Kreutzmann |        |
| 5.     | Mission in the Rain    | Garcia, Hunter             |        |
| 6.     | The Wheel              | Garcia, Hunter, Kreutzmann |        |
| 7.     | Comes A Time           | Garcia, Hunter             |        |
| 8.     | Sugar Magnolia         | Weir, Hunter               |        |
| 9.     | U.S. Blues             | Garcia, Hunter             |        |
| 10.    | Sunshine Daydream      | Weir, Hunter               |        |

## Sestava
- Jerry Garcia – sólová kytara, zpěv
- Bob Weir – rytmická kytara, zpěv
- Phil Lesh – basová kytara
- Donna Jean Godchaux – zpěv
- Keith Godchaux – klávesy
- Mickey Hart – bicí
- Bill Kreutzmann – bicí